# Célestin Freinet

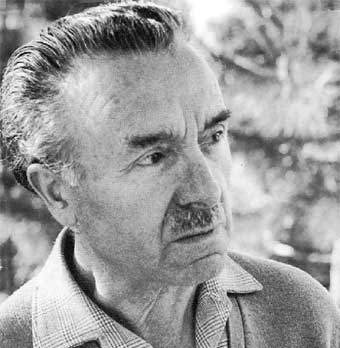
Célestin Freinet im Jahr 1960

Célestin Freinet [seləsˈtɛ̃ fʀeˈnɛ] (* 15. Oktober 1896 in Gars, Provence, Frankreich; † 8. Oktober 1966 in Vence) war ein französischer Reformpädagoge und Begründer der Freinet-Pädagogik.

## Leben

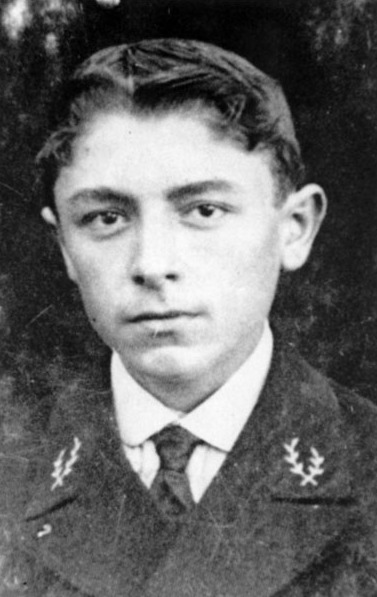
Freinet im Jahr 1914

Célestin Freinet – fünftes von acht Kindern – erlebte seine Schulzeit als eine Qual, die später seine Abhandlungen beeinflussen sollte. 1913 trat Freinet in ein Lehrerseminar ein. Er wurde jedoch 1915 als Soldat rekrutiert. Im Ersten Weltkrieg erlitt Freinet eine schwere Lungenverletzung, diese Kriegserfahrungen machten ihn zu einem überzeugten Pazifisten. Des Weiteren war Freinet Laizist und vertrat eine kapitalismuskritische Einstellung. 1920 trat er seine erste Stelle als Lehrer in einer kleinen Dorfschule in Bar-sur-Loup (Côte d’Azur) an. In dieser Schule entstand die Freinet-Pädagogik.
Célestin Freinet tat sich mit seinen Kollegen zusammen und versuchte, den Schulunterricht zu verändern. So erwarb Freinet im Jahr 1923 eine Druckpresse, um Texte der Schüler veröffentlichen zu können. Es entstand auf diese Weise eine Schülerzeitung. Nach und nach ersetzten diese freien Texte die herkömmlichen Schulbücher. Die Presse selbst wurde zum Symbol der Freinet-Pädagogik. Schon 1924 gründete Freinet mit Gleichgesinnten auf einem Gewerkschaftskongress eine Lehrerkooperative, die C.E.L. (Coopérative de l’Enseignement Laïc), aus der die französische Lehrerbewegung École Moderne hervorging. Das Ziel dieser Vereinigung war es, das Schulwesen von innen zu verändern. Das Zusammenarbeiten von Lehrerinnen und Lehrern war ein Grundsatz der Bewegung. Die C.E.L. löste sich von der Gewerkschaft und wurde eine selbständige Gewerkschaft.
1926 entwickelte Freinet eine Druckpresse für Schulen, die er in den folgenden Jahren technisch verbesserte und in großer Zahl verkaufen konnte. Im selben Jahr heiratete er Elise Lagier Bruno, die auch seine engste Mitarbeiterin wurde. Freinet war aktiv in einer Gewerkschaft und Mitglied der Kommunistischen Partei Frankreichs. Er verließ die Partei aber im Jahre 1948, da seine pädagogischen Absichten und die der Partei nicht länger vereinbar waren. 
1930 entstand infolge des schlechten baulichen und hygienischen Zustands der mit 47 Schülern überfüllten Klasse ein Konflikt zwischen Schulaufsicht, Bürgermeister und Célestin Freinet. Es wurde eine zweite Klasse eröffnet, aber Élise Freinet erhielt diese Lehrerstelle nicht, sondern sie kam zur Mädchenschule von Saint-Paul. Célestin Freinet führte die Schallplatte in seinen Unterricht ein.
Das Ehepaar erwarb 1933 in Vence im Viertel Le Pioulier ein Grundstück, auf dem sie eine Schule als Internat aufbauten. Die Schule L’École Moderne wurde am 1. Oktober 1935 offiziell eröffnet.  
1940 wurde Célestin Freinet verhaftet und in ein Internierungslager gebracht, wo er dennoch grundlegende pädagogische Arbeiten verfassen konnte, die er 1946 unter dem Titel L’École Moderne Francaise veröffentlichte. Das Vichy-Regime hatte die Schließung der Schule verfügt, die 1946 wieder eröffnet wurde. Die Freinets wohnten jetzt in Cannes am Sitz der C.E.L. Freinet widmete sich ganz der Kooperative.
Im Jahr 1947 kam es zur Gründung der Pädagogik-Kooperative I.C.E.M. (Institut Coopératif de l’École Moderne) und 1957 der Internationalen Vereinigung der Freinet-Bewegung F.I.M.E.M. (Fédération Internationale des Mouvements de l'École Moderne).

## Veröffentlichungen
- Pädagogische Werke. 2 Bände. Aus dem Französischen übersetzt von Hans Jörg. Schöningh, Paderborn, Bd. 1: 1998, ISBN 3-506-72714-1 Bd. 2: 2000, ISBN 3-506-72715-X.
- Célestin Freinet: Pädagogische Texte, mit Beispielen aus der praktischen Arbeit nach Freinet. Hrsg. H. Boehncke u. Chr. Hennig, Rowohlt 7367, Reinbek 1980, ISBN 3-499-173670.